# Sapindus
Sapindus är ett släkte med ungefär fem till tolv arter av buskar och mindre träd i kinesträdsväxter, Sapindaceae, som växer i tempererade till tropiska regioner i både gamla och nya världen.
Ofta kallas växternas frukter såpnötter eller tvättnötter. Detta refererar till att dess fröer kan krossas eller torkas för att användas som tvättmedel (på grund av deras innehåll av de löddrande ämnena saponiner). 

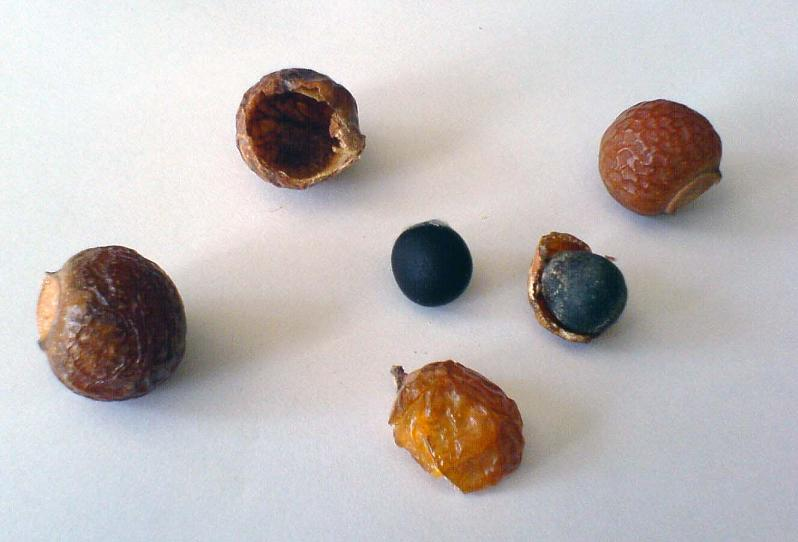
Tvättnötter, som alltså egentligen är torkade bär från Sapindus.
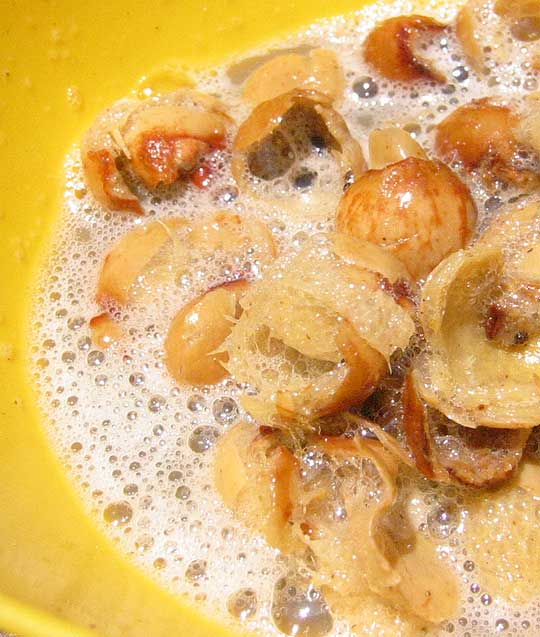
Tvättnötter som legat i vatten och löddrar.